# 善知安方忠義伝

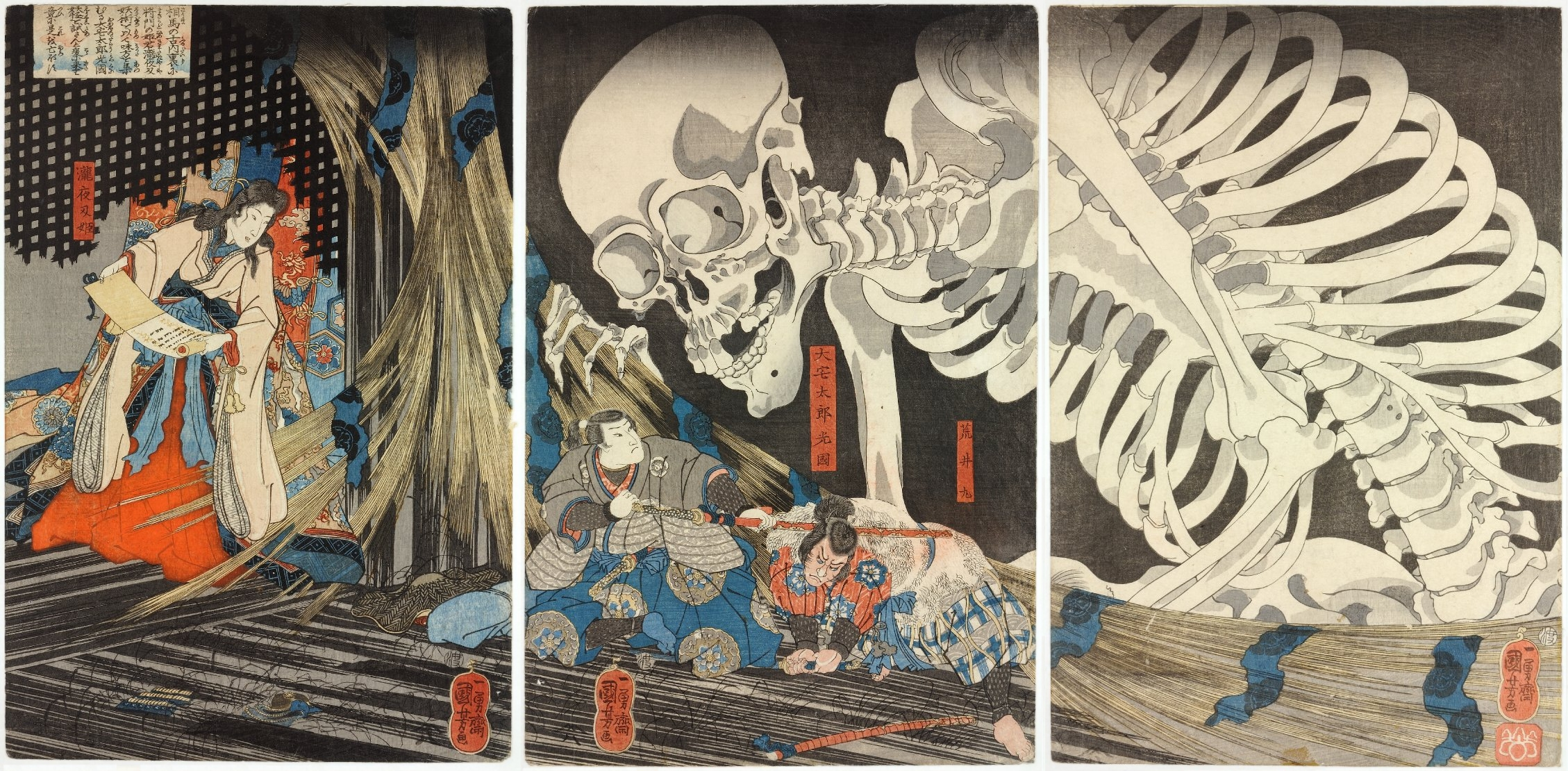
錦絵「相馬の古内裏」歌川国芳画。『善知安方忠義伝』の一場面を浮世絵に仕立てたもので、将門の娘、瀧夜叉姫があやつる巨大な骸骨と大宅太郎光圀らが戦う場面。

『善知安方忠義伝』（うとうやすかたちゅうぎでん）は、山東京伝によって書かれた未完の読本。文化3年（1806年）刊行。将門伝説と謡曲『善知鳥』を参考にして書かれたとされる。「善知鳥安方忠義伝」は誤記。

## 概要
平将門の遺児・良門と滝夜叉姫が、父の遺業を継いで蜂起を企てる物語と、善知安方夫婦の忠義と受難の物語を絡ませた物語である。
善知安方の名前は近松半二『奥州安達原』に見え、主要登場人物の藤六左近・綱手、大宅光国・唐衣、善知安方・錦木の3組の夫婦も「前太平記物」歌舞伎に登場しており、歌舞伎の影響が見られる。また、ウトウの親鳥が「うとう」と鳴くと、子は「やすかた」と鳴いて応えるという伝承から、善知の名前は親子の結びつきを示す名前でもある。
京伝の『善知安方忠義伝』は未完で中断した。他人の書き遺した未完作を完結させることを得意としていた戯作者の松亭金水が嘉永2年（1849年）に第2編、万延元年（1860年）に第3編を書き継いだが、結局完結しなかった。

## 相馬の古内裏
歌川国芳は、『善知安方忠義伝』を元に「相馬の古内裏」という3枚続きの大判錦絵（右 37.1×25.5cm　中 37.3×25.2cm　左 37.2×24.1cm）を描いた。弘化2〜3年（1845〜1846年）頃の作とされる。筑波山に住むヒキガエルの精霊、肉芝仙から妖術を授かった良門と滝夜叉の姉弟が巨大な骸骨を操り、源頼信の家臣・大宅太郎光圀と戦うシーンである。読本では数百の骸骨が戦闘を繰り広げることになっているが、国芳はそれを一体の巨大な骸骨に変え、それが御簾を破って大きく半身を乗り出した場面にして描いた。相馬の古内裏とは、下総相馬にあった将門の政庁の廃屋のことで、父の遺志を継ぎ謀反を企てる滝夜叉姫が妖術を使って味方を集めた場所である。